# Wojciech z Sochaczewa
Wojciech z Sochaczewa, znany też jako Albert z Sochaczewa (zm. 4 czerwca 1529) – polski dominikanin, inkwizytor i biskup sufragan poznański.

## Życiorys
Pochodził z Sochaczewa i wstąpił do zakonu dominikanów prawdopodobnie w konwencie poznańskim, ale następnie przeniesiony został do konwentu św. Trójcy w Płocku. W latach ok. 1501–1502 studiował na uniwersytecie w Padwie, uzyskując tytuł magistra teologii. W 1502, jeszcze podczas pobytu na studiach w Padwie, generał zakonu Vincenzo Bandello przeniósł go z płockiego konwentu św. Trójcy i przypisał do konwentu krakowskiego. Kapituła generalna zakonu obradująca w Mediolanie w 1505 mianowała go regensem krakowskiego Studium Generalnego. W tym samym roku pełnił funkcję definitora kapituły prowincjonalnej polskich dominikanów obradującej w Poznaniu. Kapituła ta zaaprobowała przeniesienie go do konwentu krakowskiego na stanowisko regensa Studium Generalnego, a nadto mianowała go wikariuszem kontraty mazowieckiej i zatwierdziła dokonaną przez prowincjała Jana Wójcika nominację Wojciecha na inkwizytora diecezji poznańskiej. W 1506 biskup poznański Jan Lubrański rekomendował go na swojego biskupa pomocniczego. Papież Juliusz II przychylił się do tego wniosku i 23 grudnia 1506 mianował Wojciecha biskupem tytularnym Aenos w Tracji oraz sufraganem diecezji poznańskiej. Urząd ten sprawował przez 23 lata.